# José Ordóñez Valdés
José Ordóñez Valdés (Aroche, 1873 - Madrid 1953) fue un pintor español, además de profesor, escritor y miniaturista.

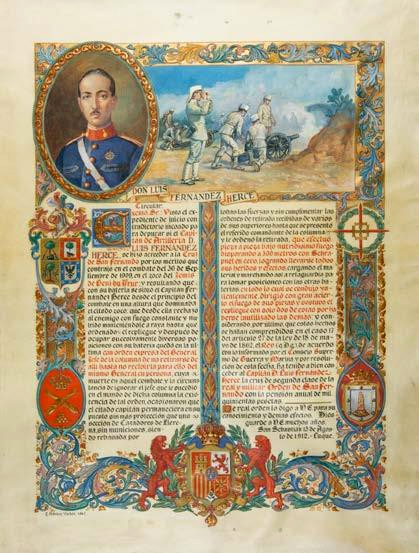
Pergamino dedicado a la concesión de la laureada al capitán Luis Fernández Hercé. Museo del Ejército de Toledo

## Reseña biográfica
Era hijo de padre militar y desde bien niño ya se vio influido para seguir la carrera de su padre. Sin embargo, con tan sólo 13 años ingresa en la Escuela Superior de Bellas Artes de Madrid obteniendo desde el principio magníficas calificaciones. Finalizados los estudios de su carrera oficial a los dieciocho años, se presenta voluntario al servicio militar, siendo destinado a la Brigada Obrera Topográfica del Ministerio de la Guerra, cuyo destino le proporciona enormes gozos.
En su destino se encarga de la decoración de los cuarteles heráldicos y superando su méritos restaura un retrato del general Martínez Campos, valiéndole esta labor una recompensa concediéndole la Cruz Blanca del Mérito Militar. Tras este retrato pinta el del general López Domínguez, y otros muchos más que se encuentran en el Museo del Ejército.
Participa activamente en las Exposiciones Nacionales desde 1901 a 1943, obteniendo la tercera medalla por dos retratos magistrales. Es socio fundador de la Asociación de Pintores y Escultores Españoles.
En 1914 vuelve a demostrar una vez más su impresionante maestría en el arte decorativo con una colección de vitelas dedicadas por el profesorado de las Escuela de Artes y Oficios a las personalidades políticas que han contribuido con su apoyo a la formación de la escala gradual de dicho profesorado. Constituyen este notable trabajo 17 vitelas dedicadas a los señores Alcalá Zamora, Senante, Ruiz Jiménez, Avilés, conde de Romanones, Alfonso Sala, Daniel Cortázar, Ángel Pulido, Julio Burell, José Morote, Soler y March, López Muñoz, Santiago Alba, Luis Palomo, Julián Nougués, Gumersindo de Azcárate y Rodrigo Soriano.
En su faceta como escritor, realiza un estudio sobre la "Ornamentación de manuscritos" y de los pergaminos que forman el "Libro de honor de la Infantería española",  colaborando también en el Círculo de Bellas Artes madrileño en sus primeros tiempos.
Su actividad docente tiene sus comienzos como profesor numerario de dibujo de Ciudad Real (1903), profesor de la Escuela de Artes de Madrid (1913), profesor de termino de dibujo artístico y elementos de Historia del Arte de la Escuela de Artes y Oficios de Almería y profesor de dibujo artístico de la Escuela de Artes y Oficios de Ciudad Real (1921); para posteriormente ocupar la plaza en Madrid. Viaja por toda España y pinta paisajes de Huelva, Cuenca, Galicia, Liria, Almería y Madrid.
En 1943 Ordóñez Valdés contrae segundas nupcias con doña Juliana Izquierdo Moya, escritora y doctora en Derecho.
Según los críticos de la época, fue el mejor miniaturista del siglo XX, realizando ilustraciones de libros, ejecutando las colecciones de pergaminos del Museo del Ejército de Toledo, y renovando toda la heráldica española.
Así los pergaminos de los héroes de las campañas de Marruecos, los del Non Plus Ultra, los de Cuba, y los hechos de armas de la Legión; forman parte de la colección de ilustres pergaminos que firmaron Millán Astray, Primo de Rivera, Sanjurjo y el generalísimo Franco.
En la primavera de 1957 el polifacético artista recibe un homenaje con la celebración de una Exposición póstuma de sus obras en las salas de la Dirección General de Bellas Artes de Madrid. Así mismo y con motivo de dicho homenaje, en su pueblo natal Aroche, el 9 de mayo de 1959 es descubierto un busto del artista, realizada en bronce por el señor Peresejo.
Paralelamente al homenaje celebrado en Madrid y Aroche, en 1959 ve la luz un libro de 830 páginas obra de Juliana Izquierdo, viuda de Ordóñez Valdés, y que contiene, relatada por la ternura de su esposa, la biografía del artista, ilustrada con innumerables fotográficas de obras suyas, lugares y escenas cotidianas..
Lleva por título "José Ordóñez Valdés, ochenta años de vida, de obra y de historia", con un prólogo del Marques de Ciadoncha y un epílogo de Don Martín Alonso. 
En el Salón de Otoño, cita ineludible de autores de gran prestigio y de amplio reconocimiento creado por la Asociación Española de Pintores y Escultores, se instituye el premio Ordóñez Valdés, correspondiendo en los siguientes artistas: Eduardo Vial Hugas (1962), Encarnación Rubio (1963), Francisco López Soldado (1964) y Eliseo Esteve Senis (1965). 
"Ordóñez Valdés fue un artista polifacético. Todos los géneros y todas las técnicas de la pintura, los grandes y los tenidos por pequeños, merecieron su atención y su dedicación: composición, retrato, paisaje, miniatura, ilustración; óleo, acuarela, pastel, temple, carbón, lápiz, pluma... En todos ellos llegó a ser maestro, maestro generoso que dió a manos llenas su múltiples conocimientos y experiencias". ABC Madrid  27 de febrero de 1957.
En 2022 fueran donados cinco retratos al Museo Provincial de Huelva fechados entre 1905 y 1907 -A Pepita (1905), A mi querida hermana Victoria (1907), A Rafael (1905), A mi querido tío don Cristóbal Rojas (1907), y una obra sin título (1907)-  en las que el pintor consigue trascender el terreno de lo íntimo, pese a ser miembros de su familia.

## Obras destacadas
- Retrato de niño (1901).
- Retrato de un veterano (1910).
- El modelo (1912).
- El río madrileño (1915).
- Iglesia de San Martín de Cuenca.
- Alhadra de Almería.
- Liria de Valencia.
- Siete Picos y Bajo el puente de los Franceses

## Distinciones
- Tercera medalla en la Exposición Nacional de Artes decorativas e Industrias Artísticas (1911).
- Tercera medalla en la Exposición Nacional en Arte decorativo (1913).
- Mención honorífica en la Exposición Nacional de Bellas Artes (1916).